# Каємбе
Кає́мбе (англ. Kayembe) — традиційна громада у складі дистрикту Дова Центрального регіону Малаві.
Населення — 115013 осіб (2018).